# Leona Florentino
Leona Josefa Florentino foi uma poetisa filipina nas línguas espanhola e ilocana. Ela é considerada a "mãe da literatura feminina filipina" e a "ponte da tradição oral para a literária".
Nascida em uma família rica e proeminente em Vigan, Ilocos Sul, Leona foi batizada sob o nome cristão Leona Josefa Florentina. Começou a escrever seus primeiros versos em Ilocano ainda jovem. Apesar de seu potencial, ela não foi autorizada a receber uma educação universitária por causa de seu gênero. Leona foi orientada por sua mãe e depois por uma série de professores particulares. Um padre ilocano instruído ensinou-lhe espanhol avançado e a encorajou a desenvolver sua voz na poesia.
Leona se casou com um político chamado Elías de los Reyes aos 14 anos. Eles tiveram cinco filhos juntos. Seu filho Isabelo de los Reyes mais tarde se tornou um escritor, ativista e senador filipino. Pela natureza protofeminista de seus escritos, Leona foi evitada pelo marido e filho; ela viveu sozinha no exílio e separada de sua família, e veio a falecer aos 35 anos.

## Obras
Sua poesia lírica em espanhol, especialmente em Ilocano, ganhou destaque em vários fóruns internacionais na Espanha, Paris e St. Louis, Missouri. Suas contribuições literárias - particularmente 22 poemas preservados - foram reconhecidas quando ela foi incluída na Encyclopedia Internationale des Oeuvres des Femmes (Enciclopédia Internacional de Obras Femininas) em 1889. Acredita-se que ela seja a primeira filipina a receber esse reconhecimento internacional, uma homenagem que ocorreu após sua morte em uma idade jovem. Ela também é pioneira na literatura lésbica filipina.Seu trabalho foi exibido na Exposition Filipina em Madrid em 1887 e na Exposition Internationale em Paris em 1889.